# バジェナート
バジェナート（西: Vallenato）はクンビアと共にコロンビアで人気の民謡である。コロンビアカリブ海地方発祥である。バジェナートは「谷生まれ」という意味である。この名前の基になった谷はコロンビア北東部のシエラ・ネバダ・デ・サンタ・マルタ山脈とセラニア・デ・ペリハ山脈の間にある。バジェナードは発祥の地であるバジェドゥパル(ウパルの谷)市から来た人も指す。2006年、バジェナートとクンビアはラテン・グラミー賞の新部門として設置された。

## 起源
スペイン伝統のミンストレル(スペイン語で「曲芸師」)を守る農家が起源であり、家畜を連れて旅をしてそれを市場で売る西アフリカのグリオ(アフリカ版曲芸師)が混ざっている。彼らは迅速な意思疎通に欠く町から町へ旅行する事から、情報の運び屋としても扱われた。彼らの旅行中の唯一の娯楽は歌ったりギターやガイタ式横笛(コギ語でクイシ)を演奏する事だけだった。情報の伝え方も歌だった。バジェナートは最初はガイタ式横笛やグアチャラカ、カハで演奏され、後にギターが加わった。これらのトルバドゥールは後にヨーロッパの楽器であるピアノやアコーディオンの影響を受けた。アコーディオンの音の衝撃を受けて、トルバドゥールは後にアルバやキュラソー島からアコーディオンを導入した。バジェナートは下層階級や農家の音楽と考えられていたが、20世紀半ばに段々全ての社会階層に浸透した。その地方の精鋭の中心人物であるドン・クレメンテ・クインテロはこの音楽を愛し、リキュールと共に楽しむ事がこの孤立した地方の娯楽の1つだった。彼は「パッランダ」(宴)をとても厳格なバジェドゥパル社会の中で友人と始める事を決めた。これがバジェナートが受け入れられるきっかけになり、宴や謝肉祭、同窓会で踊り無しで曲芸師の物語を聴く文化が広まった。卓越したコロンビアの政治家であるアルフォンソ・ロペス・プマレホ (1886年～1959年) は、彼の祖先と妻が生まれたこの地方に興味を見せた。彼は上院議員の時にセサール県の設置を主張し、1966年に初代県知事になった。かつて作家で新聞記者のコンスエロ・アラウホ・ノゲラとバジェナート作曲家のラファエル・エスカローナは共同でバジェナート伝説祭を始めた。

## 楽器
バジェナートの3つの伝統楽器は:

バジェナードの基本楽器であるカハ、グアチャラカ、アコーディオン

- カハ・バジェナーダ:素手で膝の間に挟んで叩く小太鼓。ヨーロッパ人によって拉致されたアフリカ人奴隷が使った。タンボラに似ている。
- グアチャラカ:砂糖黍に似た畝のある木の棒で、互いに擦る音を民謡に用いる。長さ約45cm、直径約3cmである。原住民が地域の鳥であるグアチャラコの歌を真似て捕獲し踊る儀式の中で用いる。
- アコーディオン:3列釦のドイツ製アコーディオンを用いる。一音当たり3つのリードを持ちそれぞれ異なる音程になる。ADG、GCF、BbEbAbの「5レトゥラス」からなる。コロンビアとパナマのアコーディオンは特にバジェナートとクンビア用に改造してある。

## 4つの律動
バジェナートは4つの鼓動や「空気」から成り、アコーディオン奏者がそれぞれ異なる律動構造や旋律構造を作る。ソン、パセオ、メレンゲ、プヤの4種類である。ソンとパセオは2/4拍子で、メレンゲとプヤは6/8拍子である。
- ソンは強い抑揚と、アコーディオンの左手側の低音による終止形が特徴である。通常悲しげでゆっくりしている。
- パセオはソンの派生と考えられている。速度は多様で今日最も広く録音されている。
- プヤとメレンゲの大きな違いは歌詞の長さである。この40年でアコーディオン奏者は速く演奏するようになり、3種の楽器全てに独奏がある。4つの空気の中で最も古いと考えられており、古代原住民の踊りである「シエラ・ネバダ・デ・サンタ・マルタ」に起源を持つ。
- メレンゲはよくドミニカ共和国の同名の音楽と混同され、恐らく近いアフリカの部族から来ている。より多くの物語形式を持ち、かつては16世紀にスペインが持ち込んだ内部律動と10線譜から成るデシマで用いられた。

## ピケリア
ピケリアは歌手同士の戦いで、多くは律動楽器の伴奏が付く。

## バジェナード祭
- バジェナート伝説祭：毎年4月末にバジェドゥパル市で開催される。祭では「レイ・バジェナード」(バジェナード・アコーディオンの王)、「ヴェーセアドレス」、新しい作曲家、「グアチャラクエロス」、「カヘロス」の賞がそれぞれ専門家、愛好家、児童に与えられる。祭中に録音産業の管弦楽演奏もある。
- アコーディオン登竜門祭：1979年から毎年行われており、バジェドゥパル市近郊のラ・グアヒーラ県の新町市で開催される。この祭はバジェナート伝説祭に様式は似ているが、60歳以上限定の老年アコーディオン奏者部門がある。
- ボゴタでもバジェナート祭が開催される。

## バジェナートの作曲家、歌手、演奏者
バジェナート伝説祭によって、この音楽形式はコロンビア全土とベネズエラの一部で有名になった。また、人気があるテレビ小説でバジェナート作曲家のラファエル・エスカローナの人生を描いた「エスカローナ」が国営放送で流れた事で、バジェナードの知名度はコロンビアだけでなく世界中に広まった。この時バジェナードの超有名人であるカルロス・ヴィヴェスがエスカローナを演じた。有名な伝統的バジェナート演奏家にはグイッレルモ・ブイトゥラゴ、アレホ・ドゥラン、エンリケ・ディアス、エミリアーノ・ズレタ、ルイス・エンリケ・マルチネス、アベル・アントニオ・ヴィッラ、ロレンツォ・モラレスがいる。トビアス・エンリケ・プマレホやラファエル・エスカローナはラテンアメリカ中で作曲家として有名である。他に有名なバジェナードを歌うコロンビア人には、アダニエス・ディアス、ラファエル・オロスコ・マエストレ、ヘスス・マヌエル・エストラーダ、ミゲル・モラレス、ディオメデス・ディアス、イスラエル・ロメロ、フアンチョ・ロワ、ジョルゲ・オニャテ、イヴァン・ヴィッラゾン、コラチョ・メンドーザ(アコーディオン奏者兼作曲家)、オマー・ゲレス(アコーディオン奏者兼作曲家)、ピーター・マンハッレズ、シルヴェストゥレ・ダンゴンド、パトリシア・テヘラン、ロス・ヒガンテス・デル・バジェナート(Los gigantes del vallenato)、リサンドゥロ・メザがいる。現在のバジェナード界を代表するのは何度もグラミー賞を取ったカルロス・ヴィヴェスである。彼は伝統的バジェナートとポップやロック音楽を組み合わせる事でバジェナードの世界的知名度を高めた。

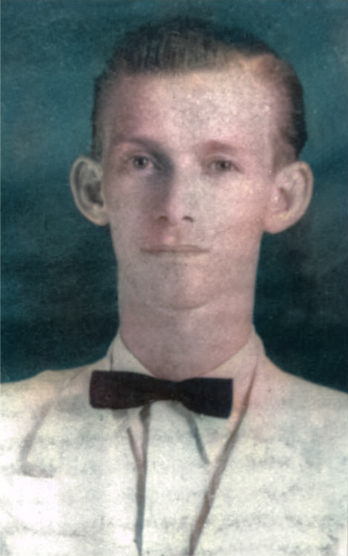
グイッレルモ・ブイトゥラゴ (Guillermo Buitrago)
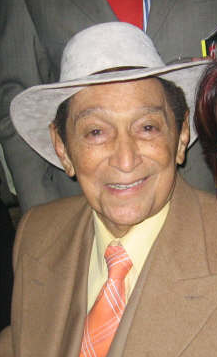
ラファエル・エスカローナ   (Rafael Escalona)
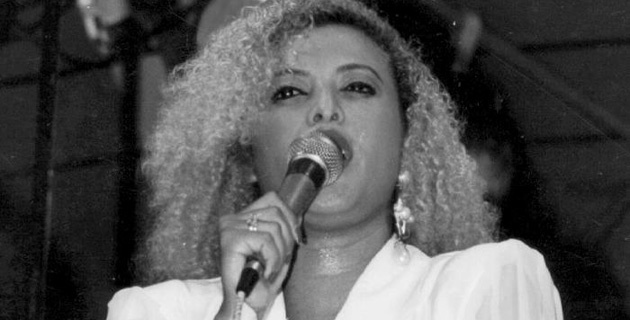
パトリシア・テヘラン (Patricia Teherán)
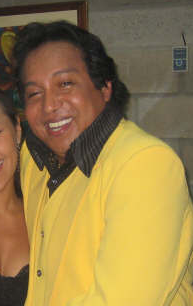
ディオメデス・ディアス (Diomedes Díaz)
ラファエル・オロスコ・マエストレ  (Rafael Orozco Maestre)
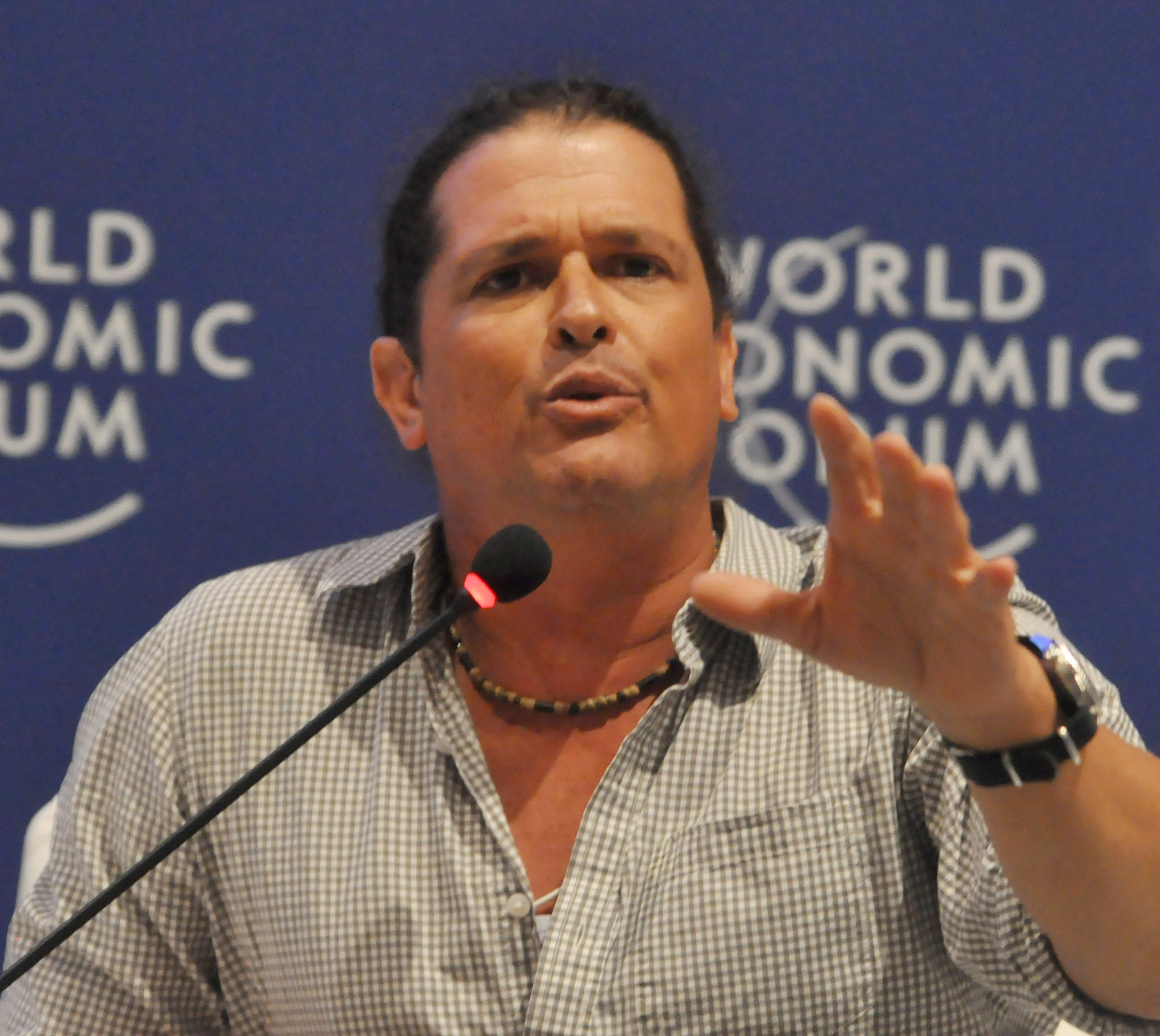
カルロス・ヴィヴェス (Carlos Vives)
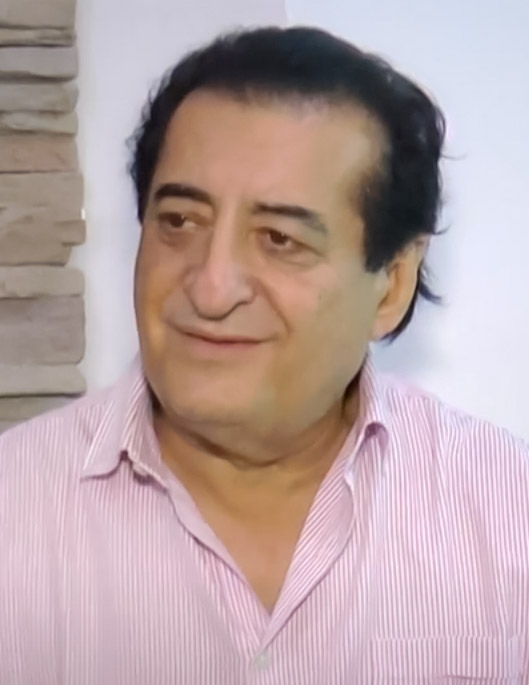
ジョルゲ・オニャテ (Jorge Oñate)

## バジェナートの管弦楽団と組織
伝統的バジェナートはより管弦楽形式に進化した。人気と皮肉を込めて「アイ・オンベロス」と呼ばれる楽器や合唱を加えた集団も登場した。この変化によってベースギターやコンガ、ティンバレス、ドラムセット、マラカス、グアチェ、電子ピアノ、スペイン式ギター、タンバリン、カウベル、エレキギター、サックス、ピアノ・アコーディオン、ヴァイオリン等が用いられるようになった。これらの集団はバジェナードにクンビアやポッロ・サバネロ、ガイタス、メレクンベ、ホローポを加えた形式も開発した。更に広く聴き手を集める為にサルサ、メレンゲ、ロック、欧州伝統音楽、レゲエ、レゲトン、ランチェラ、テクノ、ハウスと融合したものもある。実験的な音の為に人気を得られなかった新形式も有った。

### 新しい波
「ラ・ヌエヴァ・オラ」は伝統を守りつつ新しいバジェナートを追求する新世代の集団である。カレス・モラレスは2005年8月24日の急死の後もこの新しい波の指導者と考えられている。現在の指導者は2009年に祖国賞等5つの賞を獲得したシルヴェストゥレ・ダンゴンドゥである。

### 有名なバジェナードの管弦楽団
- ロス・ヘルマノス・ズレタ
- ビノミオ・デ・オロ
- カルロス・ヴィヴェスと県

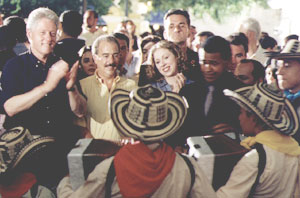
アメリカ大統領のビル・クリントンと娘のチェルシーがコロンビアのカルタヘナを訪問した際、バジェナート少年団に歓迎される様子

- シルヴェストゥレ・ダンゴンドゥとフアンチョ・デ・ラ・エスプリエッラ(1973年～)
- ジョルゲ・セレドン(1968年～)とジミー・ザンブラノ(1966年～)